# تاته ياما (تشيبا)
مدينة تاته ياما، (بالإنجليزية: Tateyama)‏ هي إحدى المدن التابعة لولاية تشيبا. تأسست رسميًا في 03/11/1939. ويقدر عدد سكانها بـ 49987 نسمة حسب تقدير مكتب الإحصاء الياباني لعام 2012. تبلغ مساحة تاته ياما 110.21 كم2. بكثافة سكانية تبلغ 454 نسمة/كم2.

## المناخ
يظهر الجدول التالي التغييرات المناخية على مدار السنة لتاته ياما:
| البيانات المناخية لـتاته ياما     | البيانات المناخية لـتاته ياما | البيانات المناخية لـتاته ياما | البيانات المناخية لـتاته ياما | البيانات المناخية لـتاته ياما | البيانات المناخية لـتاته ياما | البيانات المناخية لـتاته ياما | البيانات المناخية لـتاته ياما | البيانات المناخية لـتاته ياما | البيانات المناخية لـتاته ياما | البيانات المناخية لـتاته ياما | البيانات المناخية لـتاته ياما | البيانات المناخية لـتاته ياما | البيانات المناخية لـتاته ياما |
| الشهر                             | يناير                         | فبراير                        | مارس                          | أبريل                         | مايو                          | يونيو                         | يوليو                         | أغسطس                         | سبتمبر                        | أكتوبر                        | نوفمبر                        | ديسمبر                        | المعدل السنوي                 |
| --------------------------------- | ----------------------------- | ----------------------------- | ----------------------------- | ----------------------------- | ----------------------------- | ----------------------------- | ----------------------------- | ----------------------------- | ----------------------------- | ----------------------------- | ----------------------------- | ----------------------------- | ----------------------------- |
| متوسط درجة الحرارة الكبرى °م (°ف) | 10.9 (51.6)                   | 10.9 (51.6)                   | 13.4 (56.1)                   | 18.2 (64.8)                   | 22.1 (71.8)                   | 24.5 (76.1)                   | 27.9 (82.2)                   | 30.0 (86.0)                   | 26.9 (80.4)                   | 22.1 (71.8)                   | 17.7 (63.9)                   | 13.4 (56.1)                   | 19.8 (67.7)                   |
| المتوسط اليومي °م (°ف)            | 6.0 (42.8)                    | 6.4 (43.5)                    | 8.8 (47.8)                    | 13.9 (57.0)                   | 17.9 (64.2)                   | 20.9 (69.6)                   | 24.3 (75.7)                   | 25.9 (78.6)                   | 22.9 (73.2)                   | 17.5 (63.5)                   | 13.0 (55.4)                   | 8.2 (46.8)                    | 15.5 (59.8)                   |
| متوسط درجة الحرارة الصغرى °م (°ف) | 0.6 (33.1)                    | 1.3 (34.3)                    | 3.7 (38.7)                    | 9.2 (48.6)                    | 13.6 (56.5)                   | 17.7 (63.9)                   | 21.3 (70.3)                   | 22.6 (72.7)                   | 19.5 (67.1)                   | 13.2 (55.8)                   | 8.1 (46.6)                    | 2.6 (36.7)                    | 11.1 (52.0)                   |
| الهطول مم (إنش)                   | 83.2 (3.28)                   | 99.5 (3.92)                   | 158.3 (6.23)                  | 150.8 (5.94)                  | 144.9 (5.70)                  | 215.5 (8.48)                  | 135.4 (5.33)                  | 143.3 (5.64)                  | 216.8 (8.54)                  | 218.3 (8.59)                  | 144.9 (5.70)                  | 72.8 (2.87)                   | 1٬783٫7 (70.22)               |
| متوسط تساقط الثلوج سم (إنش)       | 1 (0.4)                       | 1 (0.4)                       | 0 (0)                         | 0 (0)                         | 0 (0)                         | 0 (0)                         | 0 (0)                         | 0 (0)                         | 0 (0)                         | 0 (0)                         | 0 (0)                         | 0 (0)                         | 2 (0.8)                       |
| متوسط الرطوبة النسبية (%)         | 61                            | 63                            | 66                            | 73                            | 76                            | 82                            | 83                            | 80                            | 80                            | 76                            | 72                            | 66                            | 73                            |
| ساعات سطوع الشمس الشهرية          | 164.9                         | 139.2                         | 156.8                         | 164.4                         | 187.6                         | 134.6                         | 175.4                         | 218.8                         | 145.1                         | 135.0                         | 138.6                         | 168.6                         | 1٬929                         |
| المصدر: NOAA (1961-1990)          |                               |                               |                               |                               |                               |                               |                               |                               |                               |                               |                               |                               |                               |